# Pythiaceae
Pythiaceae è una famiglia di Oomycota appartenente all'ordine Peronosporales. Si differenziano dalle Peronosporaceae per avere sporangi nati singolarmente all'estremità di un ramo sporangioforo non differenziato o poco differenziato. Alla famiglia Pythiaceae appartengono i generi Pythium e Phytophthora, che comprendono varie specie parassite di piante arboree ed erbacee.

## Sistematica
- Aquaperonospora WHKo, 2010
- Cystosiphon Roze & Cornu
- Diasporangium Höhnk
- Elongisporangium Uzuhashi, Tojo e Kakish.
- Globisporangium Uzuhashi, Tojo & Kakish.
- Lagenidium Schenk
- Lucidium Lohde
- Myzocytium Schenk
- Nozemia
- Ovipoculum ZLYang & R.Kirschner, 2010
- Paralagenidio
- Peronophythora CCChen ex WHKo, HSChang, HJSu, CCChen & LSLeu
- Phytopythium Abad, de Cock, Bala, Robideau & Levesque, 2010
- Pilasporangium
- Pythium Pringsh.
- Salilagenidium MWDick
- Trachysphaera Tabor & Bunting